# Tylophora brassii
Tylophora brassii är en oleanderväxtart som beskrevs av P.I. Forster. Tylophora brassii ingår i släktet Tylophora och familjen oleanderväxter. Inga underarter finns listade i Catalogue of Life.